# Asalto al Banco de la República en Valledupar
El asalto al Banco de la República, también conocido como "El robo del siglo en Colombia", fue un robo perpetrado el 16 al 17 de octubre de 1994 contra la sede del Banco de la República, ubicada en la ciudad de Valledupar y en el que los asaltantes se llevaron la suma de $24,072 millones de pesos (US$33 millones de dólares).
El robo al banco de la república en Valledupar significó el monto más alto que se haya robado en un asalto en la historia de Colombia por encima del robo del 11 de agosto de 1973 en Cartagena de Indias por $41 millones de pesos, el asalto del 25 de abril de 1977 en la ciudad de Pasto por $82 millones de pesos y el robo en Bogotá a la Caja Agraria el 5 de noviembre de 1991 por $4 mil millones de pesos.
Tras el robo, el Banco de la República identificó los billetes robados por su serial y denominación, los cuales no habían entrado a circular al público previo al robo, por lo que perdieron inmediatamente su valor. El banco publicó una lista de los rangos de series de los billetes robados y pasaron a ser jocosamente llamados 'los billetes vallenatos'.

## Preparativos

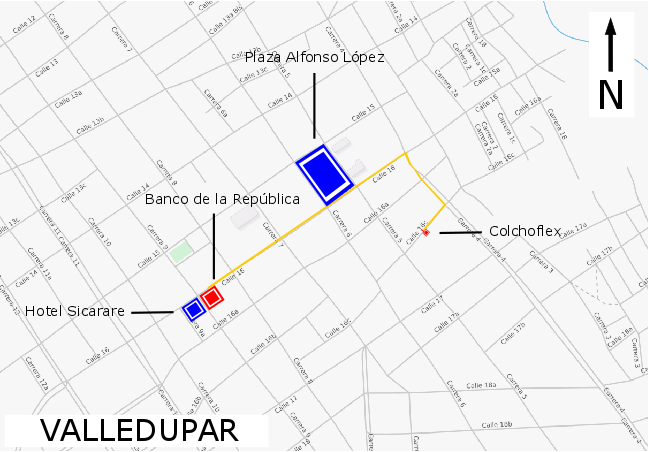
Mapa del centro de Valledupar mostrando la ruta hacia la colchonería desde el Banco de la República.

El plan para asaltar el Banco de la República en Valledupar fue ideado ocho meses antes, pero iniciado en junio de 1994, tres meses antes de cometer el asalto, por Benigno Suárez Rincón y comandado por Alexánder Flórez Salcedo. Luego fueron reclutados para la operación del asalto el teniente Juan Carlos Carrillo Peña y Jaime Bonilla Esquivel, quienes recopilaron información de la vigilancia del banco. Bonilla y los tenientes de la Policía Nacional, Juan Carlos Carrillo Peña y César Augusto Barrera Caicedo se reunieron en la Plaza Alfonso López de Valledupar para concretar detalles del plan de asalto.
Bonilla pidió al teniente Carrillo los detalles del edificio del Banco de la República en Valledupar y el esquema de seguridad que protegía el lugar. 20 días después, Carrillo le entregó la información sobre el esquema de seguridad a Bonilla.
El principal financista del asalto, Elkin Susa, adquirió por US$22 mil dólares los equipos de soldadura en Canadá y pagó el entrenamiento de tres de los asaltantes en Bogotá para operar los equipos y destruir la bóveda. Días antes de iniciar el asalto, el 13 de octubre de 1994, los asaltantes enviaron desde Cali a Valledupar dos sofisticados equipos de soldadura, herramientas y varios tanques de oxígeno, para destruir los sistemas de seguridad de las bóvedas del banco.
Bonilla se volvió a reunir en Valledupar con el teniente Carrillo al mediodía del sábado, 15 de octubre. Luego realizaron otra reunión en la que estuvieron Bonilla, Carrillo y el subteniente Barón a las 6:00 P. m. donde Bonilla detalló que el robo tendría lugar el día siguiente, domingo 16 de octubre. No es claro si el robo ya estaba en curso y Bonilla quiso despistar a los dos policías. Bonilla le asignó a los tenientes Carrillo y Barrera y al subteniente Varón, que patrullaran las inmediaciones del banco, el domingo y la madrugada del lunes. Bonilla especificó que si la alarma del banco se activaba, los otros policías aparecían para atenderla, tendrían que despistar diciendo que se estaban realizando mantenimientos rutinarios dentro del banco. Bonilla les entregó unos radios a las oficiales. El subteniente Varón fue encargado de mover su patrulla diez metros de distancia para facilitar la entrada del camión al banco, sin alertar a otros policías.
Bonilla ordenó a la banda de 14 asaltantes, lideradas por alias 'Camilo', alias 'El Chema' y alias 'El Pana', pasar la noche dentro de la Colchonería Colchoflex, propiedad de Ociel Echeverry López, a quien ofrecieron $50 millones de pesos.

## El asalto

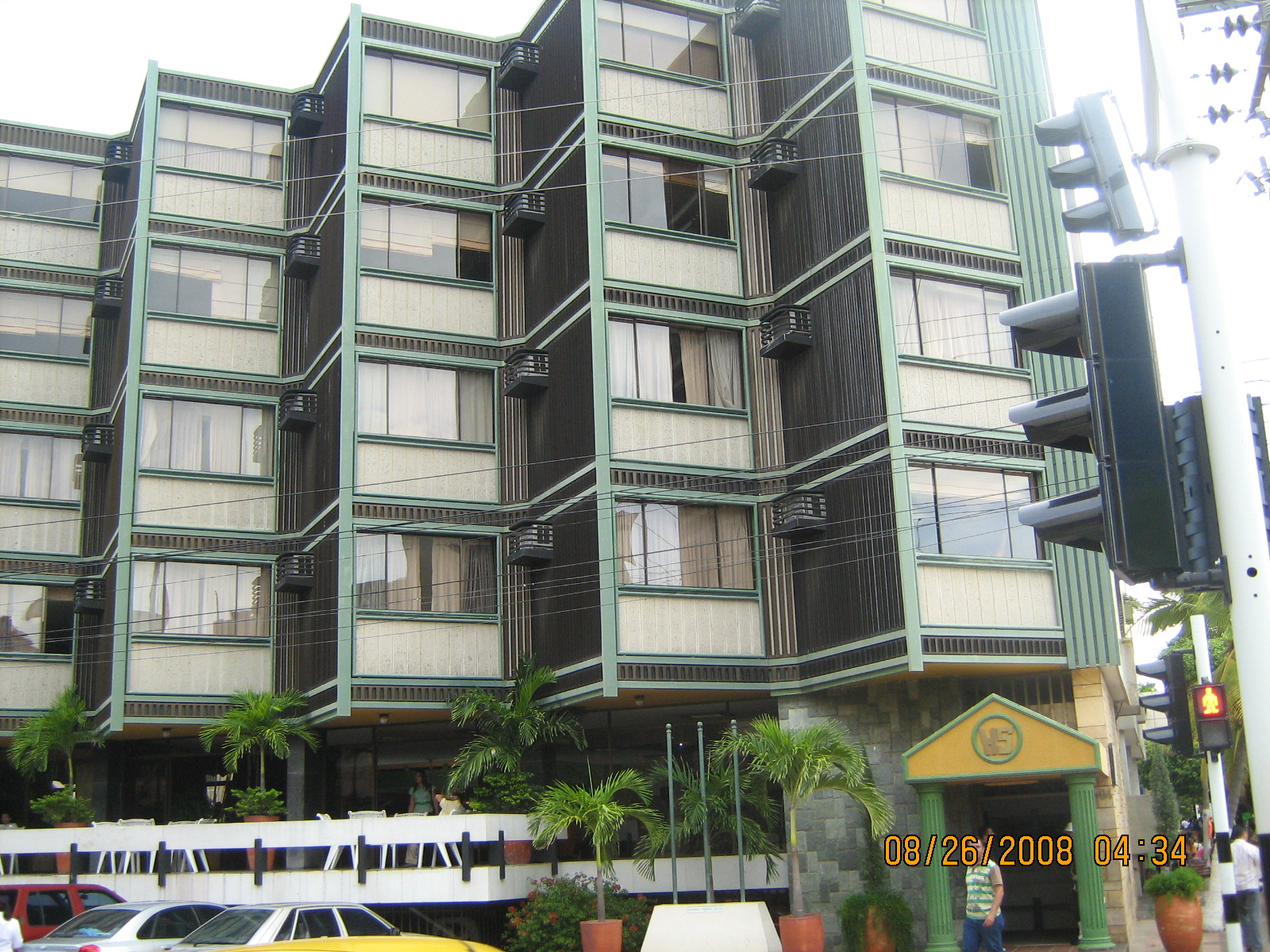
El Hotel Sicarare en Valledupar, donde se hospedaron algunos de los asaltantes.

El asalto comenzó el domingo 16 de octubre de 1994, a las 6:00 A. m., durante el inicio de un fin de semana con puente festivo. Los asaltantes llegaron en un camión Dodge 600, color rojo, carrocería de madera y con carpa que estacionaron a las afueras del banco, localizado en la esquina de la Calle 16 y la Carrera 9. Los asaltantes llevaban la excusa de que tenían que reparar los aires acondicionados del edificio bancario. Varios hombres penetraron el banco. Una hora después, los asaltantes abrieron la puerta del garaje y metieron el camión al edificio. Suárez Rincón y Bonilla Esquivel, se instalaron en las habitaciones 202 y 306 del Hotel Sicarare, que tenía vista hacia el banco, directamente al otro lado de la Carrera 9, desde donde coordinaban la operación de asalto usando radios.
Poco antes de las 6:15 A.M. el camión se apagó antes de entrar al edificio, quedando registrado el ingreso en los videos de seguridad. El grupo de asaltantes de 14 ladrones iban ocultos en la parte trasera del camión cubiertos por la carpa. El conductor del camión, que iba con una bata blanca con logotipos del banco, identificado como Luis Ernesto Vásquez Agudelo, pidió ayuda a varios transeúntes para que empujaran. El camión prendió y lo metieron al garaje del banco que es una rampa hacia el sótano. Los tenientes Carrillo, Barrera y Varón vieron al camión ingresar al Banco y empezaron las rondas de vigilancia alrededor del banco. La puerta del banco habría sido abierta por el vigilante Winston Tarifa, quien manejaba en el interior los sistemas de seguridad del banco y se comunicaba directamente con Bonilla Esquivel.
Dentro del banco se encontraban los otros vigilantes Dinael Ramírez, Pedro Arias y Mario de la Hoz, quienes fueron amenazados y amarrados por los asaltantes. 
A los asaltantes les tomó cerca de una hora desactivar las alarmas e instalar los equipos de soldadura, que incluyeron "23 botellas de oxígeno (17 de 60 libras y 6 de 40), una botella de acetileno, más de 35 metros de cable trifásico, dos compresores de aire, un extractor de aire, un mazo, un par de guantes quirúrgicos, un barretón, destornilladores, pinzas, llaves de tubo, alicates y forros plásticos negros".
En medio del asalto, hubo una suspensión de energía eléctrica en la zona, lo que retrasó el asalto. Los asaltantes decidieron usar los tanques de oxígeno y acetileno. El retraso obligó a los asaltantes a permanecer dentro del edificio por 18 horas. Con los equipos rompieron un tubo de un baño junto a la bóveda, conectaron una manguera para refrigerar mientras perforaban con soplete la puerta blindada, luego accedieron a la puerta auxiliar y luego penetraron la bóveda principal donde estaba el dinero; un total de $29 mil millones de pesos.
Finalmente, tras casi 21 horas, videos de seguridad lograron registrar a las 2:51 A.M. de la madrugada del 17 de octubre la salida de los asaltantes. Los asaltantes lograron sustraer la millonaria suma de $24.720.000 millones de pesos del total e $29 mil millones de pesos que estaban en la bóveda, en denominaciones de $2.000, $5.000 y $10.000 pesos, que pesaba unas 3,8 toneladas y que cargaron en el camión y se llevaron del banco. $6 mil millones de pesos en billetes de baja denominación fueron abandonados en el banco porque el camión iba repleto de dinero. Mientras tanto dentro del banco, en la sala de control de los circuitos cerrados de televisión (CCTV) y las alarmas de seguridad del banco, el guardia Winston Tarifa fue amarrado con falsos explosivos pegados a su cuerpo, unos "palos de escoba recubiertos con plastilina simulando que era dinamita" y esposado a la baranda de la escalera.

## El Escape
Bonilla fue visto en la madrugada del lunes 17 de octubre saliendo del Hotel Sicarare. 
Una vez fuera del banco, los asaltantes se dirigieron a la colchonería Colchoflex donde traspasaron el dinero a dos camiones para el transporte de cerveza. De los $24 mil millones de pesos, $4 mil millones se habrían perdido mientras eran transportados desde Valledupar a otras zonas del país, que repartieron entre mucha gente. El grupo de Elkin Susa salió con destino a una finca en Fundación, donde empacaron el dinero en cajas industriales de Marlboro, luego el dinero fue llevado a Ciénaga donde dejaron el camión cargado con dinero en un parqueadero.

"$18.560 [mil millones de pesos] correspondían a billetes sin emitir (no habían salido al público), 3.700 millones de pesos correspondían a billetes nuevos (series conocidas) y 1.812 millones correspondían a billetes que ya habían estado en circulación".

A las 2:00 P. m. del lunes festivo 17 de octubre, uno de los celadores que había sido amarrado y encerrado en el sótano, Pedro Arias, logró soltarse y salió del banco donde dio aviso a los policías que estaban afuera del banco.
El entonces gerente seccional del Banco de la República en Valledupar, Marco Emilio Zabala Jaimes, quien estaba incapacitado en su casa por culpa de una otitis, fue informado de lo ocurrido por el subgerente de la entidad bancaria, Héctor Fabio Grajales.

## Implicados
Más de cien personas fueron capturadas e investigadas por los hechos relacionados al asalto al banco de la república en Valledupar. Las autoridades determinaron que fueron 26 personas quienes participaron del asalto, incluyendo miembros de la Policía Nacional.
| Nombre                                                                 | Rol |
| ---------------------------------------------------------------------- | --- |
| Benigno Suárez Rincón, alias 'Don Pacho'                               | Cerebro del asalto. El 9 de noviembre de 1996, agentes de la Sijín de la Policía Nacional de Colombia capturaron a Benigno Suárez Rincón, alias 'Don Pacho' y a Alexánder Flórez Salcedo, ambos ex-lugarteniente del desaparecido narcotraficante Gonzalo Rodríguez Gacha, alias 'El mexicano' en inmediaciones de la finca El Vergel, vía sobre el Alto de la Cruz en Circasia, Quindío. Las autoridades consideraban a Suárez Rincón como el autor intelecual detrás del asalto al Banco de la República en Valledupar. Por el robo al banco en Valledupar, alias 'Don Pacho' fue condenado el 1 de febrero de 1999, a una pena de 17 años y 10 meses de prisión. |
| Alexánder Flórez Salcedo.                                              | Lugarteniente de Benigno Suárez Rincón, alias 'Don Pacho'. |
| Teniente Juan Carlos Carrillo Peña                                     | Jefe de la Policía Judicial (Sijín) en el Cesar. Considerado socio de Alexánder Flórez Salcedo. Fue condenado a 10 años de prisión. |
| Jaime Bonilla Esquivel, alias 'Bolinillo' o 'Botella'                  | Abogado y exinvestigador del Cuerpo Técnico de la desaparecida Dirección Nacional de Instrucción Criminal al servicio del teniente Juan Carlos Carrillo Peña. Se convertiría luego en el líder de la agrupación de asaltantes. Se entregó la Fiscalía General de la Nación el 1 de noviembre de 1994, admitiendo que había participado en el robo, pero que no había sido el autor intelectual. El 6 de agosto de 2004, Bonilla Esquivel fue asesinado por dos sicarios dentro de una panadería, en inmediaciones de la carrera 27 # 25-02, barrio Samper Mendoza, al sur de la ciudad de Bogotá.                                                                   |
| Elkin Susa, alias 'Camilo'                                             | Uno de los que ideó el plan para robar el dinero de la bóveda y financiador del asalto con $120 millones de pesos. El encargado de adquirir en Canadá los equipos para acceder a las bóvedas. |
| Alias 'Grandote'                                                       | Uno de los principales asaltantes. Nunca fue capturado. |
| Mayor Fabio Guillermo Guzmán Cuervo.                                   | Realizó el enlace entre los policías que ejecutaron el robo. El 19 de agosto de 1998, Guzmán Cuervo fue condenado en primera instancia a 15 años y 9 meses de prisión. |
| Teniente César Augusto Barrera Caicedo                                 | Estaba asignado al Aeropuerto Internacional El Dorado, en Bogotá, cuando fue reclutado para la operación de asalto con la promesa de un jugoso botín. Condenado a 10 años de prisión por su participación en el asalto. "después de que nos repartimos algún dinero en Colchones Colchoflex, como ellos sabían que los operativos y allanamientos iban a ser muy duros decidieron llevar el dinero a la hacienda del gobernador, porque sabíamos que allí no iba a entrar la Policía". |
| Subteniente Jairo Alberto Varón Montero                                | Policía que estaba encargado de asignar y vigilar las patrullas de vigilancia en Valledupar. |
| Héctor Ociel Echeverry López                                           | Dueño de la colchonería Colchoflex, facilitó vehículos para el robo y prestó su local comercial y su casa a integrantes de la banda, por lo que recibió un pago de $50 millones de pesos. Tras allanamientos que las autoridades realizaron en Barranquilla en la casa de su hija María Luz Delia Echeverri, las autoridades encontraron parte del dinero que había sido robado del banco. La Policía Nacional capturó a la hija de Echeverri, a Yaneth Consuelo Niño Echeverri, sobrina de Ociel y a su esposo Segundo Correa. |
| Gabriel Herrera, alias 'El topo'                                       | Asaltante dentro del banco. Instaló los equipos y desactivó las alarmas. Prestó la llave para abrir la bóveda y fue el encargado de operar el soplete para romper la cerradura, por lo que habría recibido $300 millones de pesos. se entregó ante las autoridades el 29 de marzo de 1995 en Bogotá. |
| Luis Ernesto Vásquez Agudelo                                           | Conductor del camión en el que fueron sacados los $24 mil millones de pesos del banco. |
| Henry                                                                  | Asaltante dentro del banco. Instaló los equipos y desactivó las alarmas. |
| Winston Tariffa                                                        | Coordinador de vigilancia del Banco de la República en Valledupar, manejaba en el interior los sistemas de seguridad del banco y fue el encargado de abrir la puerta del garaje para que entrara el camión con los asaltantes. |
| Gonzálo, alias 'Gonzalito'                                             | Oriundo de Bucaramanga, una vez abierto el hueco en la bóveda fue el encargado, debido a su delgadez, de entrar y sustraer el dinero. |
| Alberto Enrique Arregocés Valbuena                                     | Formaba parte de la banda 'Los chirrincheros', guardia del Juzgado de Rentas del Cesar, retenido el 23 de octubre de 1994 en Curumaní, Cesar por la Fiscalía cuando transportaba en un camión $75'600.000 con las denominaciones robadas. |
| Alfonso Strauch Martínez                                               | Formaba parte de la banda 'Los chirrincheros', guardia del Juzgado de Rentas del Cesar, retenido el 23 de octubre de 1994 en Curumaní, Cesar por la Fiscalía cuando transportaba en un camión $75'600.000 con las denominaciones robadas. |
| Germán Alfredo Calderón Jiménez                                        | Formaba parte de la banda 'Los chirrincheros', guardia del Juzgado de Rentas del Cesar, retenido el 23 de octubre de 1994 en Curumaní, Cesar por la Fiscalía cuando transportaba en un camión $75'600.000 con las denominaciones robadas. |
| Miguel Eduardo Rodríguez Medina                                        | Participó en el asalto al banco y fue capturado el 21 octubre, sin embargo, por vicios legales fue dejado en libertad y horas después fue asesinado y su cuerpo tirado en la vía a Bogotá-Villavicencio. |
| Vicente Arroyo Camelo                                                  | Exguarda de rentas, hacia parte de la banda 'Los chirrincheros'. |
| Raúl Javier Navarro Mojica                                             | Abogado defensor de José Manuel Molina, fue detenido en Bogotá donde le encontraron $258 millones de pesos. |
| Mario Betancur Rojas o Marco Betancourt Rojas, alias “Hernando Guerra” | Socio de José Bernardo Céspedes y Benigno Suárez Rincón, lavaron el dinero del robo al banco. El 21 de febrero de 1998, Betancur Rojas se volvió un prófugo de la justicia al violar un permiso de 72 horas de libertad temporal que le habían otorgado en la Cárcel Judicial de Valledupar y no regresar. |
| Liborio Alfonso Yanci Ospino                                           | Laboraba dentro del banco como tesorero y ayudó a los asaltantes. |
| José Aponte Valverde.                                                  | |
| Moisés Manotas Castro.                                                 | |
| Lucas Manotas Castro.                                                  | |
| José Bernardo Céspedes                                                 | Esposo de Claudia Ester Guerra Santamaría y socio de Benigno Suárez Rincón y Marco Betancourt Rojas, lavaron el dinero del robo al banco. |
| Claudia Ester Guerra Santamaría                                        | Esposa de José Bernardo Céspedes, fue usada por su esposo para lavar el dinero del robo en propiedades. |
| Benigno Suárez Rincón                                                  | Socio de José Bernardo Céspedes y Marco Betancourt Rojas, lavaron el dinero del robo al banco. |
| Claudio Arturo Villarraga García                                       | Participó directamente en el asalto. Fue condenado a 8 años de cárcel. |
| Jorge Eliécer Fierro.                                                  | |
| Fraklin Gutiérrez Clavijo.                                             | |
| Julio Velásquez.                                                       | |
| Julio César Falla.                                                     | |
| Marco Jiménez.                                                         | |
| Hernán Hugo Jaramillo Gallego                                          | Socio de Bonilla Esquivel. Durante el asalto coordinó la entrada al banco en Valledupar. Fue condenado a 15 años de prisión. |
| Luis Enrique Durán                                                     | Condenado por suministrar un vehículo para llevar dinero robado. Durán recibió $120 millones de pesos por su participación en el robo. |
| Virgelina Serrato                                                      | Adulteraba el número de serie de los billetes para mantenerlos en circulación. |
| Leonardo Almonacid Mahecha.                                            | |
| Luis Ernesto Castañeda Ruíz                                            | Otro de los supuestos ladrones del Emisor en Valledupar, se entregó en la Veeduría de la Fiscalía General de la Nación. |

 Angel Fernandez

La banda liderada por Bonilla estaba integrada por 21 personas divididos en cuatro grupos de asaltantes que provinieron de las ciudades de Bogotá, Valledupar, Barranquilla y Bucaramanga para cometer el asalto.

## Consecuencias
Tras el masivo robo, el 26 de octubre de 1994, la junta directiva del Banco de la República autorizó a los bancos reembolsar pequeñas cantidades de billetes a las personas que actuando de buena fe recibieran los billetes robados. Los billetes robados generaron caos en el comercio y el sistema financiero colombiano. La medida fue adoptada tras una reunión entre el Emisor y la Fiscalía General de la Nación, la Procuraduría, la Contraloría, la Superintendencia Bancaria, la Asociación Bancaria y de Entidades Financieras (Asobancaria) y la Asociación Nacional de Instituciones Financieras (ANIF).
Para lavar el dinero, la banda de asaltantes cambiaba los billetes con las denominaciones robadas por otros legalmente circulando. También vendieron billetes de 10 mil pesos a 7 mil o menor precio, con tal de recibir dinero legal, a la mitad de su valor real. En otros casos, los asaltantes, sus cómplices o delincuentes comunes borraban uno o dos números del serial para mantener en circulación el dinero.
Los principales juristas de Colombia iniciaron un debate para determinar si los billetes robados, que aún no habían sido emitidos por el banco de la república al público, eran legales o no y si debían ser cubiertos por las aseguradoras.
El 4 de julio de 1995, las autoridades descubrieron una red delincuencial dentro de la Registraduría Nacional del Estado Civil que borró las identidades de los asaltantes al Banco de la República en Valledupar.
Al 8 de septiembre de 1997, las compañías de seguros cubrieron el monto total robado al banco, por lo que el banco no perdió dinero. El dinero recuperado era rembolsado a las aseguradoras. Las pólizas de seguro del banco estaban repartidas así:
- Suramericana - 50%
- Chubb de Colombia - 20%
- Colpatria - 20%
- GranColombiana - 10%

El 24 de junio de 2006, las autoridades judiciales ordenaron la expropiación total de los bienes inmuebles propiedad de los miembros de la banda de asaltantes implicados en el robo.
En 2016, Elkin Susa fue entrevistado en prisión por 'Los Informantes' de Noticias Caracol, donde aseguró que la mayoría de los asaltantes ya habían muerto y solo quedaban 3 o 4 con vida, muchos murieron asesinados y otros por causas distintas.

### Billetes descontinuados
Debido al robo masivo de dinero, los siguientes billetes fueron descontinuados en Colombia y reemplazados por nuevos, con diseños diferentes:
| Billetes viejos | Denominación del billete                      | Fecha de edición   | Número de serie                                                                                 |
| --------------- | --------------------------------------------- | ------------------ | ----------------------------------------------------------------------------------------------- |
| Frente Reverso  | $10.000 - Diez Mil Pesos. 1993.               | 1993               | 68.200.001 a 68.600.000 75.000.001 a 75.600.000                                                 |
| Frente Reverso  | $5.000 - Cinco Mil Pesos. 3 de enero de 1994. | 3 de enero de 1994 | 28.100.001 a 28.200.000 48.300.001 a 48.900.000 63.200.001 a 64.100.000 79.200.001 a 79.800.000 |
| Frente Reverso  | $2.000 - Dos Mil Pesos. 1 de julio de 1993.   | 1 de julio de 1993 | 43.150.001 a 43.500.000 53.450.001 a 54.200.000 61.000.001 a 61.600.000                         |

### Billetes nuevos
| Billetes nuevos | Denominación del billete  | Lanzamiento              |
| --------------- | ------------------------- | ------------------------ |
| Frente Reverso  | $10.000 - Diez Mil Pesos. | 30 de noviembre de 1995  |
| Frente Reverso  | $5.000 - Cinco Mil Pesos. | 22 de septiembre de 1995 |
| Frente Reverso  | $2.000 - Dos Mil Pesos.   | 2 de abril de 1996       |

## Investigaciones
Las investigaciones por el robo contra el Banco de la República en Valledupar fueron llevadas a cabo conjuntamente por la Fiscalía General de la Nación, la Subdirección Nacional de Policía Judicial e Investigación (Dijín), el Departamento Administrativo de Seguridad (DAS) y la Policía Nacional de Colombia.
Tras el robo, las autoridades dieron con la identidad de Jaime Bonilla Esquivel y publicaron su foto en los medios de comunicación. El grupo de asaltantes, al ver que Bonilla Esquivel había sido identificado, le ofrecieron dinero y le pidieron que se entregara para así tratar de evitar que siguieran persiguiendo a los otros miembros de la agrupación.
Tiempo después del millonario robo al Banco de la República sede de Valledupar, investigadores encontraron pacas de billetes, con los seriales reportados como robados, en una finca a la Hacienda 'El Paraíso', de propiedad del gobernador del departamento del Cesar, Lucas Gnecco Cerchar.
La Procuraduría General de la Nación, dentro de las investigaciones disciplinarias que emprendió por el robo al Banco de la República, elevó pliego de cargos al exministro de Hacienda Rudolf Hommes y al entonces ministro de Hacienda, Guillermo Perry Rubio. Los miembros de la junta directiva del banco, Miguel Urrutia Montoya, María Mercedes Cuéllar de Martínez, Oscar Marulanda, Hernando José Gómez, Roberto Junguito Bonnet y Salomón Kalmanovitz también fueron cobijados.
Los asaltantes y sus cómplices compraron con el dinero lujosas haciendas, ganado, joyas, vehículos y armas con tal de ocultar la procedencia del dinero.
El 17 de octubre de 1995, las autoridades reportaron que habían realizado 280 allanamientos, retenido a unas 90 personas, 45 de ellas implicadas, y habían recuperado cerca de $2 mil millones de pesos. El Banco de la República había canjeado unos $7 mil millones de pesos en billetes con denominaciones que habían sido robados. Unos $8 mil millones de pesos de los $24 mil millones robados en Valledupar continuaban desaparecidos.

### Exonerados
El entonces gerente del Banco de la República con sede en Valledupar, Marco Emilio Zabala Jaimes, fue vinculado a la investigación. Tras pagar 33 meses de prisión, el 20 de marzo de 1998, cuatro años después del robo, Zabala Jaimes logró esclarecer que no participó en el asalto.
El exgerente Zabala Jaimes demandó al Estado y al banco por el daño causado al condenarlo erróneamente.
El coordinador de vigilancia del Banco de la República en Valledupar, Horacio Ávila, quien se encontraba en detención domiciliaria, fue absuelto de toda participación en el robo.

## En otros medios y en la ficción
A más de 25 años de ocurrido el robo, la productora Dynamo junto a Netflix y un selecto grupo de reconocidos actores colombianos, recrearon desde la ficción los hechos ocurridos durante el asalto en la miniserie El Robo del Siglo, transmitida al completo por la plataforma de streaming Netflix, el 14 de agosto de 2020.
Hubo una adaptación para televisión que fue conocida como El gran robo (TV) (2007),  protagonizada por Jairo Camargo y Diego Cadavid.
Los detalles del asalto se han plasmado en libros como Así robé el banco, escrito por el periodista Alfredo Serrano.